# Coppa Italia (lacrosse)
Sebbene in Italia si siano svolti tornei e competizioni di lacrosse a partire dal 2002 , la prima Coppa Italia è stata ufficialmente organizzata dalla Federazione Italiana Giuoco Lacrosse nel 2009.

## Edizione 2009
L'edizione 2009 della Coppa Italia di lacrosse si è giocata dal 28 febbraio al 1º marzo 2009 a La Spezia. L'organizzazione è stata curata dalla squadra delle Aquile Nere Lacrosse La Spezia e dalla Federazione Italiana Giuoco Lacrosse. Vi hanno partecipato 5 squadre, tre delle quali (Perugia, Torino e Merate) hanno composto una selezione comune.

### Partecipanti
- Aquile Nere Lacrosse La Spezia
- Phoenix Perugia Lacrosse
- Red Hawks Merate Lacrosse
- Roma Leones Lacrosse
- Torino lacrosse

### Classifica finale
1. Roma Leones Lacrosse
2. Selezione All-star (composta da giocatori di Phoenix Perugia Lacrosse, Torino lacrosse (Taurus) e Red Hawks Merate Lacrosse)
3. Aquile Nere Lacrosse La Spezia

## Edizione 2010
La seconda edizione della Coppa Italia di lacrosse, si è giocata dal 30 maggio 2010 a Perugia. L'organizzazione è stata curata dalla squadra delle Phoenix Perugia Lacrosse e dalla Federazione Italiana Giuoco Lacrosse. Vi hanno partecipato 4 squadre: Phoenix Perugia Lacrosse, Roma Leones Lacrosse, Red Hawks Merate, Aquile Nere Lacrosse La Spezia.
Hanno partecipato inoltre con alcuni rappresentanti la squadra della Pellicani Bocconi Lacrosse, unendosi ai Red Hawks, e la squadra dei tauri del Torino lacrosse dove alcuni dei suoi giocatori si sono uniti con le Aquile Nere ed alcuni con i Leones.

### Partecipanti
- Phoenix Perugia Lacrosse
- Red Hawks Merate Lacrosse
- Roma Leones Lacrosse
- Aquile Nere Lacrosse La Spezia
- Torino lacrosse
- Pellicani Bocconi Lacrosse

### Classifica finale
1. Roma Leones Lacrosse
2. Phoenix Perugia Lacrosse
3. Red Hawks Merate Lacrosse
4. Aquile Nere Lacrosse La Spezia

## Edizione 2011
La terza edizione della Coppa Italia di lacrosse, si è giocata dal 18 giugno al 19 giugno 2011 a Villafranca in Lunigiana presso lo stadio "A. Bottero". L'organizzazione è stata curata dalla squadra delle Aquile Nere Lacrosse La Spezia e dalla Federazione Italiana Giuoco Lacrosse. Vi hanno partecipato 7 squadre: Phoenix Perugia Lacrosse, Roma Leones Lacrosse, Red Hawks Merate, Aquile Nere Lacrosse La Spezia, Torino Lacrosse, Pellicani Bocconi Lacrosse e Sharks Bologna.

### Partecipanti
- Phoenix Perugia Lacrosse
- Red Hawks Merate Lacrosse
- Roma Leones Lacrosse
- Aquile Nere Lacrosse La Spezia
- Torino lacrosse
- Pellicani Bocconi Lacrosse
- Bologna Sharks Lacrosse

### Classifica finale
1. Roma Leones Lacrosse
2. Pellicani Bocconi Lacrosse
3. Red Hawks Merate Lacrosse
4. Aquile Nere/Torino/Sharks Bologna
5. Phoenix Perugia Lacrosse (retrocessa all'ultimo posto per motivi disciplinari)

## Albo d'oro
| Edizione | N° squadre iscritte (maschile) | Vincitore (maschile)           | N° squadre iscritte (femminile) | Vincitore (femminile) |
| -------- | ------------------------------ | ------------------------------ | ------------------------------- | --------------------- |
| 2009     | 3                              | Roma Leones                    |                                 |                       |
| 2010     | 4                              | Roma Leones (2)                |                                 |                       |
| 2011     | 5                              | Roma Leones (3)                |                                 |                       |
| 2012     | 5                              | Red Sharks (1)                 |                                 |                       |
| 2013     | 6                              | Pellicani Bocconi Lacrosse     |                                 |                       |
| 2014     | 5                              | Pellicani Bocconi Lacrosse (2) |                                 |                       |
| 2015     | 6                              | Pellicani Bocconi Lacrosse (3) | 3                               | Milano Baggataway (1) |
| 2016     | 6                              | Pellicani Bocconi Lacrosse (4) | 3                               | Roma Leones           |